# Thailand Open 2003 - Qualificazioni singolare
Le qualificazioni del singolare  del Thailand Open 2003 sono state un torneo di tennis preliminare per accedere alla fase finale della manifestazione. I vincitori dell'ultimo turno sono entrati di diritto nel tabellone principale. In caso di ritiro di uno o più giocatori aventi diritto a questi sono subentrati i lucky loser, ossia i giocatori che hanno perso nell'ultimo turno ma che avevano una classifica più alta rispetto agli altri partecipanti che avevano comunque perso nel turno finale.
Le qualificazioni del torneo Thailand Open 2003 prevedevano 16 partecipanti di cui 4 sono entrati nel tabellone principale.

## Teste di serie
1. Petr Luxa (Qualificato)
2. Jaymon Crabb (Qualificato)
3. Marco Chiudinelli (Qualificato)
4. Jonathan Erlich (Qualificato)

1. Sonchat Ratiwatana (ultimo turno)
2. Sanchai Ratiwatana (ultimo turno)
3. Anuwat Dalodom (ultimo turno)
4. Pracharapol Khamsaman (ultimo turno)

## Qualificati
1. Petr Luxa
2. Jaymon Crabb

1. Marco Chiudinelli
2. Jonathan Erlich

## Tabellone

### Legenda
| - Q = Qualificato - WC = Wild card - LL = Lucky loser | - ALT = Alternate - SE = Special Exempt - PR = Protected Ranking | - w/o = Walkover - r = Ritirato - d = Squalificato |

### Sezione 1
|  | Primo turno | Primo turno           | Primo turno           | Primo turno | Primo turno |  |  | Ultimo turno | Ultimo turno          | Ultimo turno          | Ultimo turno | Ultimo turno |  |
|  |             |                       |                       |             |             |  |  |              |                       |                       |              |              |  |
|  |             |                       |                       |             |             |  |  |              |                       |                       |              |              |  |
|  |             |                       |                       |             |             |  |  | 1            | Petr Luxa             | Petr Luxa             | 6            | 7            |  |
|  | 8           | Pracharapol Khamsaman | Pracharapol Khamsaman | 6           | 6           |  |  | 8            | Pracharapol Khamsaman | Pracharapol Khamsaman | 1            | 5            |  |
|  |             | Putporn Chantawannop  | Putporn Chantawannop  | 1           | 1           |  |  |              |                       |                       |              |              |  |

### Sezione 2
|  | Primo turno | Primo turno | Primo turno | Primo turno | Primo turno |  |  | Ultimo turno | Ultimo turno       | Ultimo turno | Ultimo turno | Ultimo turno |  |
|  |             |             |             |             |             |  |  |              |                    |              |              |              |  |
|  |             |             |             |             |             |  |  |              |                    |              |              |              |  |
|  |             |             |             |             |             |  |  | 2            | Jaymon Crabb       | 64           | 6            | 6            |  |
|  |             |             |             |             |             |  |  | 6            | Sanchai Ratiwatana | 7            | 4            | 3            |  |
|  |             |             |             |             |             |  |  |              |                    |              |              |              |  |

### Sezione 3
|  | Primo turno | Primo turno | Primo turno | Primo turno | Primo turno |  |  | Ultimo turno | Ultimo turno       | Ultimo turno       | Ultimo turno | Ultimo turno |  |
|  |             |             |             |             |             |  |  |              |                    |                    |              |              |  |
|  |             |             |             |             |             |  |  |              |                    |                    |              |              |  |
|  |             |             |             |             |             |  |  | 3            | Marco Chiudinelli  | Marco Chiudinelli  | 6            | 6            |  |
|  |             |             |             |             |             |  |  | 5            | Sonchat Ratiwatana | Sonchat Ratiwatana | 4            | 1            |  |
|  |             |             |             |             |             |  |  |              |                    |                    |              |              |  |

### Sezione 4
|  | Primo turno | Primo turno           | Primo turno           | Primo turno | Primo turno |  |  | Ultimo turno | Ultimo turno    | Ultimo turno    | Ultimo turno | Ultimo turno |  |
|  |             |                       |                       |             |             |  |  |              |                 |                 |              |              |  |
|  |             |                       |                       |             |             |  |  |              |                 |                 |              |              |  |
|  |             |                       |                       |             |             |  |  | 4            | Jonathan Erlich | Jonathan Erlich | 6            | 6            |  |
|  | 7           | Anuwat Dalodom        | Anuwat Dalodom        | 6           | 6           |  |  | 7            | Anuwat Dalodom  | Anuwat Dalodom  | 1            | 4            |  |
|  |             | Jatupat Kittiamponont | Jatupat Kittiamponont | 1           | 1           |  |  |              |                 |                 |              |              |  |